# Cyrtopodium paludicola

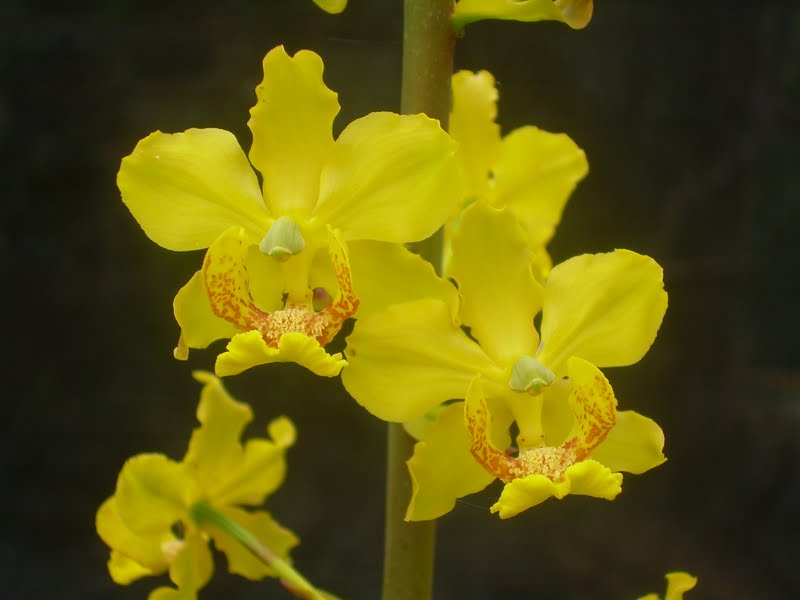

Cyrtopodium paludicola é uma orquídea do gênero Cyrtopodium, de hábito paludicula, sempre encontrada em solo permanentemente umido (veredas) do centro-oeste e sudeste brasileiro.
Cyrtopodium paludicolum floresce entre janeiro e março, verão brasileiro.